# Bernardino della Ciarda désarçonné
Bernardino della Ciarda désarçonné est un tableau du peintre florentin Paolo Uccello réalisé vers 1435-1440. Cette tempera sur bois représente un épisode de la bataille de San Romano, qui a eu lieu en 1432, précisément « La Défaite du camp siennois illustrée par la mise hors de combat de Bernardino della Carda ». Conservé à la galerie des Offices, à Florence, le tableau fait partie du cycle La Bataille de San Romano, lequel se compose également d'un tableau de la National Gallery de Londres ainsi que d'un autre au musée du Louvre, à Paris.

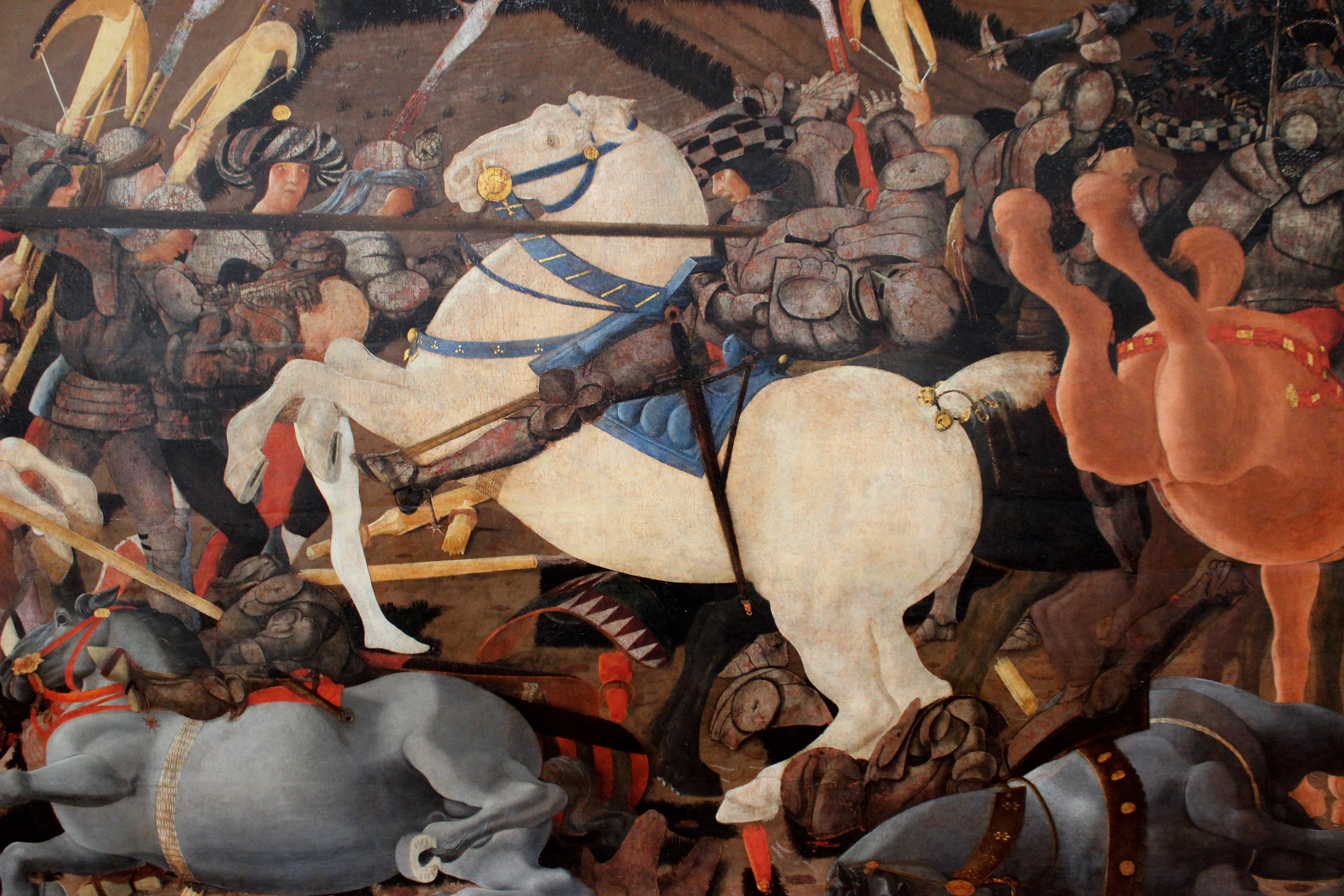
Détail du sujet principal.

## Postérité
Le tableau fait partie du musée imaginaire de l'historien français Paul Veyne, qui le décrit dans son ouvrage justement intitulé Mon musée imaginaire.